# Jubilee Campaign
Jubilee Campaign is een christelijke mensenrechtenorganisatie met een consultatieve status bij de Economische en Sociale Raad van de Verenigde Naties (ECOSOC). 

## Doelstelling en werkwijze
Jubilee Campaign zet zich wereldwijd in voor gerechtigheid door lobbywerk, handtekeningenacties en informatieoverdracht. De mensenrechtenorganisatie richt zich met name op christenvervolging, de rechten van kinderen en vrouwenhandel. Vanuit christelijke visie zet de stichting zich ook in voor mensenrechten in algemenere zin.

## Geschiedenis
In 1981 begon journalist Danny Smith de grootste parlementaire lobby van Engeland voor wereldwijde godsdienstvrijheid en kinderrechten, de Jubilee Campaign, nadat hij in contact was gekomen met de Zeven van Moskou, een groep christenen die vanaf 1978 gevangen zat in de Amerikaanse ambassade van Moskou. De Christelijke Stichting voor Hulp aan Gewetensvervolgden (CSHG), die in 1980 in Nederland was opgericht om de Zeven van Moskou te steunen, werkte toen met Smith samen. Smith maakte onder andere met de verborgen camera een film over kinderprostitutie in de Filipijnen bij een Amerikaanse marinebasis vlak bij Manilla. De mede-oprichter van de CSHG was Dirk-Jan Groot. Hij was tot 2010 de president van Dorcas Aid International, dat ontstaan is uit de CSHG. In 1997 werd de naam van de CSHG veranderd in Jubilee Campaign Nederland.

## Organisatie
In januari 2009 werd jurist Simon Kooistra de directeur van Jubilee Campaign Nederland. Kooistra, die vader is van twee geadopteerde zonen uit Colombia, werkte onder meer voor het Openbaar Ministerie te Zwolle en voor de rechtbank in Arnhem. Aan de Rijksuniversiteit Groningen specialiseerde hij zich in strafrecht, criminologie en internationaal recht.
Kooistra werd in januari 2013 opgevolgd door Peter Bronsveld. Bronsveld groeide op als 'mission kid' in verschillende ontwikkelingslanden, maar heeft het grootste deel van zijn leven doorgebracht in Nederland en Groot-Brittannië. Gedurende meer dan twintig jaar heeft hij zich gespecialiseerd in communicatie en fondsenwerving voor bedrijven, hulporganisaties en christelijke organisaties. Ook is hij sinds 2012 betrokken bij ontwikkelingsprojecten in West-Afrika. Hij werkt nauw samen met de huidige regering van Sierra Leone in verschillende commerciële en niet-commerciële projecten. In 2011 werd Peter bestuurslid van de Nederlandse tak van Jubilee Campaign, waarna hij in 2013 interim directeur werd. In Amerika leidt immigratieadvocate Ann Buwalda Jubilee Campaign VS. Danny Smith geeft leiding aan de Britse tak.